# Зимові юнацькі Олімпійські ігри 2012

Зимові юнацькі Олімпійські ігри 2012, офіційно відомі як Ігри I Олімпіади (2012 Winter Youth Olympics), проходять в Інсбруку, з 13 січня по 22 січня 2012 року.
На іграх будуть змагатися спортсмени віком від 14 до 18 років. У цілому очікується 1 059 юних атлетів з 67 країн світу, які виборюватимуть 63 комплекти нагород у 15 видах спорту:
- біатлон
- бобслей
- гірськолижний спорт
- керлінг
- ковзанярський спорт
- лижне двоборство
- лижні перегони
- стрибки з трампліна
- санний спорт
- скелетон
- сноубординг
- фігурне катання
- фристайл
- хокей
- шорт-трек

Найбільше спортсменів делегували Австрія (81), Росія (67) і США (57).

## Церемонія відкриття
Увечері 13 січня відбулася церемонія відкриття. Президент Австрії Хайнц Фішер оголосив Ігри відкритими.
Олімпійський вогонь на стадіоні Інсбрука запалив Егон Циммерман, володар золотої медалі зимових Олімпійських ігор 1964 року у швидкісному спуску.

## Україна на Іграх
Українська юнацька збірна на Іграх представлена 23 спортсменами у восьми видах спорту:
- Дмитро Мицак, Анастасія Горбунова — гірськолижний спорт
- Дмитро Іхнатьев, Максим Івко, Анастасія Меркушина і Журавок Юлія — біатлон
- Олексій Красовський та Оксана Шаталова — лижні гонки
- Владислав Лисой, Максим Нікітін, Ярослав Паніот, Дарина Хуссейн, Олександра Назарова, Єлізавета Усманцева — фігурне катання
- Володимир Бурий, Антон Дукач, Анатолій Лехедза, Юрій Скиба, Галина Куречко, Олена Стецьків — санний спорт
- Віталій Марченко лижне двоборство
- Марія Долгополова — шорт-трек
- Сергій Дроздов — стрибки з трампліна

Першу в історії медаль для України на Зимових юнацьких Олімпійських іграх вибороли фігуристи Олександра Назарова —  Максим Нікітін. Вони здобули «срібло» у спортивних танцях на льоду, пропустивши вперед росіян Анну Яновську — Сергія Мозгова.
Ще дві срібні медалі для України здобули фігурист  Ярослав Паніот в командних змаганнях та Марія Долгополова у командних змаганнях з шорт-треку (у заліку медалей ці медалі зараховані до змішаної команди, оскільки в команда виступали спортсмени різних країн).

## Медальний залік
| Місце | Країна          | Золото | Срібло | Бронза | Загалом |
| ----- | --------------- | ------ | ------ | ------ | ------- |
| 1     | Німеччина       | 8      | 7      | 2      | 17      |
| 2     | КНР             | 7      | 4      | 4      | 15      |
| 3     | Австрія         | 6      | 4      | 3      | 13      |
| 4     | Південна Корея  | 6      | 3      | 2      | 11      |
| 5     | Росія           | 5      | 4      | 7      | 16      |
| 6     | Нідерланди      | 4      | 1      | 2      | 7       |
| —     | Змішана команда | 3      | 3      | 3      | 9       |
| 7     | Швейцарія       | 3      | 0      | 5      | 8       |
| 8     | Японія          | 2      | 5      | 9      | 16      |
| 9     | Норвегія        | 2      | 5      | 2      | 9       |
| 10    | США             | 2      | 3      | 3      | 8       |

22 січня на центральній площі олімпійського Інсбрука – Medals Plaza – пройшла урочиста церемонія закриття перших в історії зимових Юнацьких Олімпійських ігор.
Всього володарями олімпійських медалей стали атлети 30 країн. Україна з однією срібною нагородою посіла 24-е загальнокомандне місце серед 67 країн-учасниць.